# Aodh mac Briain
Aodh mac Briain Ó Cellaigh (mort en 1467) est le 18e roi d'Uí Maine
issu de la lignée des Ó Ceallaigh (anglicisé en  O' Kellys)  il règne de  1424 à 1467.

## Contexte
Aodh mac Briain semble avoir été le fils unique de Brian Ó Cellaigh († 1393) le fils aîné de Maolsheachlainn mac Uilliam Buidhe Ó Cellaigh et d'Edwina († 1393) fille de Cathal Óg Ó Conchobhair Sligigh. Après leurs décès à quelques mois d'intervalle il est apparemment confié à la garde de son grand-père paternel. Puis après la mort de ce dernier en 1402  à son oncle paternel, Uilliam Ruadh, le táiniste d'Ui Maine (†  1420).
Aodh accède au pouvoir en 1424 comme candidat de compromis. Donnchadh mac Maolsheachlainn, roi depuis 1410 et un autre de ses oncles d'Aodh, avaient tenté d’écarter les fils de Uilliam Ruadh, ce qui entraîne la mort du roi dans une échauffourée organisée par ces derniers. Comme les partisans des fils de Donnchadh refusaient le trône aux fils de Uilliam Ruadh, Aodh met en avant avec succès ses propres prétentions à la souveraineté.
Aodh, fils de Brian  Ó Cellaigh, seigneur d'Uí Maine, meurt et il est inhumé à Athlone. Aodh na gCailleach mac Uilliam Ruaidh, le fils cadet du tánaiste Uilliam Ruadh  Ó Cellaigh, accède au trône à sa place,.

## Postérité
Il avait plusieurs fils:
- Uilliam mac Aodha 20e roi d'Uí Maine associé 1469-1487.
- Donnchadh († 1484) tánaiste.
- Colla (†  1463) prieur de Rindown.
- Maolsheachlainn mac Aodha 21e roi d'Uí Maine roi de 1487 à 1488.
- Conchobar Óg mac Aodha 21e roi d'Uí Maine associé de 1488 à 1499.
- Éamonn père de Donnchadh mac Éamoinn 27e roi d'Uí Maine de 1536 à après 1557.

## Sources
- (en) T.W Moody, F.X. Martin et F.J. Byrne, A New History of Ireland IX Maps, Genealogies, Lists. A companion to Irish History part II, Oxford, Oxford University Press, 2011, 690 p. (ISBN 978-0-19-959306-4).
- (en) John O'DonovanThe Tribes and customs of Hy-Many, 1843.
- (en) Fr. Jerome A. Fahey The Parish of Ballinasloe.
- (en) Edward MacLysaghtThe Surnames of Ireland, Dublin, 1978.